# I Shall Exterminate Everything Around Me That Restricts Me from Being the Master
| Recensione | Giudizio |
| ---------- | -------- |
| AllMusic   |          |
| Pitchfork  | 5.6/10   |
| Time Off   |          |
| NME        | 5/10     |

I Shall Exterminate Everything Around Me That Restricts Me from Being the Master è il quarto album degli Electric Six. Sono stati girati due video per le tracce Down at McDonnelzzz e Randy's Hot Tonight!.

## Tracce
1. It's Showtime! – 1:53
2. Down at McDonnelzzz – 4:01
3. Dance Pattern – 3:41
4. Rip It! – 3:37
5. Feed My Fuckin' Habit – 2:11
6. Riding on the White Train – 2:48
7. Croken Machine – 3:16
8. When I Get to the Green Building – 3:54
9. Randy's Hot Tonight! – 3:04
10. Kukuxumushu – 3:51
11. I Don't Like You – 2:53
12. Lucifer Airlines – 2:49
13. Lenny Kravitz – 3:06
14. Fabolous People – 2:27
15. Sexy Trash – 2:08
16. Dirty Looks – 4:46

## Curiosità
- Il titolo dell'album è preso da un dipinto del 1921 di George Grosz.[4]
- La copertina dell'album è presa da un quadro di Ron Zakrin, intitolato The Long Arm of the Law[5]
- Kukuxumushu (o Kukuxumusu) è una parola basca che sta per "Bacio di pulce". Kukuxumusu è anche un marchio d'abbigliamento spagnolo. Tyler Spencer scrisse la canzone dopo aver visto un negozio di Kukuxumusu mentre era in tour e decise di usare la parola per il titolo di una canzone.

## Classifiche
| Classifica                | Posizione massima |
| ------------------------- | ----------------- |
| Stati Uniti (electronic)  | 5                 |
| Stati Uniti (heatseekers) | 50                |